# Arturo Coello
Arturo Coello Manso, plus connu sous le nom d'Arturo Coello, né le 8 mars 2002 à Mojados (Espagne) est un joueur de padel professionnel espagnol.
Il occupe fin 2023 et 2024 la 1ère position aux classements World Padel Tour et FIP. Il est gaucher et joue sur le côté droit, avec Agustín Tapia à sa gauche.

## Biographie
Arturo Coello est originaire de Mojados, un village situé dans la province de Valladolid. Il commence le padel très jeune et se fait rapidement remarquer dans les catégories junior.
Il démarre sur le circuit World Padel Tour en 2019 aux côtés d'Alberto Rea, mais ne se révèle rééllement au grand public qu'à partir de 2020, avec Ivan Ramirez Del Campo comme coéquipier.
En novembre 2021, il est appelé avec l'équipe espagnole pour le Championnat du monde de padel 2021, gagné par l'Espagne. Coello a pu disputer un match en finale aux côtés d'Alejandro Galán dans lequel ils ont remporté la victoire.
Après de courtes coopérations avec entre autres Miguel Lamperti, Javi Ruiz ou Alex Arroyo, Arturo s'associe avec la légende du padel Fernando Belasteguín avec qui il remportera en 2022 ses trois premiers tournois World Padel Tour (il est devenu le plus jeune joueur de l’histoire à remporter un tournoi WPT, à 19 ans) et son premier tournoi Premier Padel.
Il s'associe début 2023 à Agustín Tapia, et devient le plus jeune joueur de l'histoire à atteindre la 1ere place du classement World Padel Tour, succédant à la paire Lebrón / Galán qui occupait cette place depuis 3 ans. 
Il termine l'année 2023 en première position des classements des deux circuits les plus prestigieux au monde, Premier Padel et World Padel Tour.
Aidé par sa grande taille (1.90m), il est un joueur très offensif et dangereux sur les balles d'attaque et les smashs.

## Titres

### Championnat du monde de padel
| N.º | Année | Ville hôte | Adversaires en finale | Résultat |
| --- | ----- | ---------- | --------------------- | -------- |
| 1.  | 2021  | Doha       | Argentine             | 2-0      |

### Premier Padel
| N.º | Année | Tournoi           | Catégorie | Partenaire           | Adversaires en finale              | Résultat        |
| --- | ----- | ----------------- | --------- | -------------------- | ---------------------------------- | --------------- |
| 1.  | 2022  | Monterrey         | Major     | Fernando Belasteguín | Sanyo Gutiérrez Agustín Tapia      | 6-3 / 3-6 / 6-3 |
| 2.  | 2023  | Rome              | Major     | Agustín Tapia        | Federico Chingotto Paquito Navarro | 7-5 / 7-6       |
| 3.  | 2023  | Madrid            | P1        | Agustín Tapia        | Federico Chingotto Paquito Navarro | 7-5 / 6-2       |
| 4.  | 2023  | Mendoza           | P1        | Agustín Tapia        | Martín Di Nenno Franco Stupaczuk   | 6-2 / 7-6       |
| 5.  | 2023  | Paris             | Major     | Agustín Tapia        | Federico Chingotto Paquito Navarro | 7-6 / 6-1       |
| 6.  | 2024  | Doha              | Major     | Agustín Tapia        | Miguel Yanguas Javier Garrido      | 6-0 / 6-2       |
| 7.  | 2024  | Acapulco          | P1        | Agustín Tapia        | Juan Lebrón Alejandro Galán        | 6-0 / 6-4       |
| 8.  | 2024  | Puerto Cabello    | P2        | Agustín Tapia        | Alejandro Galán Federico Chingotto | 2-6 / 6-3 / 6-3 |
| 9.  | 2024  | Asuncion          | P2        | Agustín Tapia        | Alejandro Galán Federico Chingotto | 6-1 / 3-6 / 7-6 |
| 10. | 2024  | Santiago du Chili | P1        | Agustín Tapia        | Alejandro Galán Federico Chingotto | 6-0 / 4-6 / 6-4 |
| 11. | 2024  | Malaga            | P1        | Agustín Tapia        | Alejandro Galán Federico Chingotto | 6-2 / 6-3       |
| 12. | 2024  | Madrid            | P1        | Agustín Tapia        | Alejandro Galán Federico Chingotto | 6-3 / 7-6       |
| 13. | 2024  | Rotterdam         | P1        | Agustín Tapia        | Alejandro Galán Federico Chingotto | 6-2 / 6-2       |
| 14. | 2024  | Valladolid        | P2        | Agustín Tapia        | Alejandro Galán Federico Chingotto | 6-4 / 4-6 / 6-3 |
| 15. | 2024  | Paris             | Major     | Agustín Tapia        | Alejandro Galán Federico Chingotto | 6-2 / 6-1       |
| 16. | 2024  | Dubaï             | P1        | Agustín Tapia        | Alejandro Galán Federico Chingotto | 6-4 / 6-3       |
| 17. | 2024  | Koweït            | P1        | Agustín Tapia        | Franco Stupaczuk Miguel Yanguas    | 6-4 / 6-2       |
| 18. | 2024  | Acapulco          | Major     | Agustín Tapia        | Franco Stupaczuk Miguel Yanguas    | 4-6 / 6-1 / 6-2 |
| 19. | 2024  | Milan             | P1        | Agustín Tapia        | Alejandro Galán Federico Chingotto | 6-4 / 7-5       |
| 20. | 2025  | Riyad             | P1        | Agustín Tapia        | Franco Stupaczuk Juan Lebrón       | 6-3 / 5-7 / 6-3 |
| 21. | 2025  | Doha              | Major     | Agustín Tapia        | Alejandro Galán Federico Chingotto | 7-6 / 6-2       |
| 22. | 2025  | Bruxelles         | P2        | Agustín Tapia        | Alejandro Galán Federico Chingotto | 2-6 / 6-4 / 6-1 |
| 23. | 2025  | Buenos Aires      | P1        | Agustín Tapia        | Paquito Navarro Lucas Bergamini    | 6-2 / 6-2       |
| 24. | 2025  | Valladolid        | P2        | Agustín Tapia        | Franco Stupaczuk Juan Lebrón       | 7-5 / 6-4       |
| 25. | 2025  | Bordeaux          | P2        | Agustín Tapia        | Alejandro Galán Federico Chingotto | 7-6 / 6-4       |
| 26. | 2025  | Malaga            | P1        | Agustín Tapia        | Alejandro Galán Federico Chingotto | 6-4 / 7-5       |
| 27. | 2025  | Tarragone         | P1        | Agustín Tapia        | Alejandro Galán Federico Chingotto | 7-6 / 7-5       |

### World Padel Tour
| N.º | Année | Tournoi   | Catégorie | Partenaire           | Adversaires en finale            | Résultat        |
| --- | ----- | --------- | --------- | -------------------- | -------------------------------- | --------------- |
| 1.  | 2022  | Miami     | Open      | Fernando Belasteguín | Lucas Campagnolo Javier Garrido  | 6-3 / 7-6       |
| 2.  | 2022  | Madrid    | Master    | Fernando Belasteguín | Momo González Álex Ruiz          | 6-4 / 6-2       |
| 3.  | 2022  | Amsterdam | Open      | Fernando Belasteguín | Franco Stupaczuk Pablo Lima      | 6-2 / 7-5       |
| 4.  | 2023  | Abou Dabi | Master    | Agustín Tapia        | Juan Lebrón Alejandro Galán      | 7-6 / 6-3       |
| 5.  | 2023  | La Rioja  | Open      | Agustín Tapia        | Tino Libaak Leo Augsburger       | 6-1 / 6-0       |
| 6.  | 2023  | Santiago  | Open      | Agustín Tapia        | Juan Lebrón Alejandro Galán      | 6-4 / 6-7 / 7-5 |
| 7.  | 2023  | Asunción  | Open      | Agustín Tapia        | Martín Di Nenno Franco Stupaczuk | 6-2 / 6-1       |
| 8.  | 2023  | Grenade   | Open      | Agustín Tapia        | Martín Di Nenno Franco Stupaczuk | 6-4 / 7-5       |
| 9.  | 2023  | Bruxelles | Open      | Agustín Tapia        | Martín Di Nenno Franco Stupaczuk | 7-6 / 3-6 / 6-3 |
| 10. | 2023  | Vigo      | Open      | Agustín Tapia        | Juan Lebrón Alejandro Galán      | 6-3 / 6-7 / 7-6 |
| 11. | 2023  | Vienne    | Open      | Agustín Tapia        | Martín Di Nenno Franco Stupaczuk | 6-3 / 6-3       |
| 12. | 2023  | Marbella  | Master    | Agustín Tapia        | Sanyo Gutiérrez Momo González    | 6-3 / 6-2       |
| 13. | 2023  | Malaga    | Master    | Agustín Tapia        | Alex Ruiz Juan Tello             | 7-5 / 7-6       |